# Arijan Komazec
Arijan Komazec (Zadar, 23. siječnja 1970.) je bivši hrvatski profesionalni košarkaš.

## Životopis
Bio je član jugoslavenske, a poslije osamostaljenja hrvatske košarkaške reprezentacije. Bio je dio momčadi koja je osvojila srebrnu medalju na Olimpijskim igrama 1992. u Barceloni. Također je s hrvatskom reprezentacijom osvojio brončanu medalju 1993. i 1995. na Eurobasketu.
Kao i većina Zadrana, Komazec košarku počinje igrati u kvartu. U svijet košarke ga uvodi trener Slavko Trninić, koji tada radi u školi košarke KK Zadar.
Već sa 16 godina debitira u prvoj momčadi Zadra, u sezoni 1985./86. Te je godine Zadar iznenadio apsolutnog favorita Cibonu predvođenu Draženom Petrovićem, i osvojio prvenstvo Jugoslavije.
1986./87. je igrao u Kupu europskih prvaka, u kojem Zadar osvaja 4. mjesto. Igrali su Stojko Vranković, Arijan Komazec, Petar Popović, Veljko Petranović, Ante Matulović, Ivica Obad, Stipe Šarlija, Branko Skroče, Darko Pahlić, Draženko Blažević, a trenirao ih je Lucijan Valčić.
Za KK Zadar Arijan igra i u ratnim godinama. Godine 1992. odlazi u Grčku, u Panathinaikos. Zadar novcem od njegovog transfera dobiva financijska sredstva koja su bila neophodna kako bi klub mogao normalno funkcionirati.
S momčadi Panathinaikosa osvojio je kup Grčke. S momčadi Kindera osvojio je kup Italije 1997, te superkup Italije 1996. Sa Zadrom je osvojio 2000. osvojio Kup Krešimira Ćosića. S momčadi Olympiacosa 1999. godine je igrao Final Four Eurolige.
Povratnička sezona 1999./00. je bila nezaboravna. KK Zadar osvaja Kup Krešimira Ćosića, igra finale prvenstva Hrvatske, te polufinale Kupa Raymonda Saporte. 
U sezoni 2000./01. trebao je biti član NBA momčadi Vancouver Grizzliesa, ali ondje je proveo samo mjesec dana i pritom nije odigrao niti jednu NBA utakmicu.
Kao član reprezentacije 1992. godine dobitnik je Državne nagrade za šport "Franjo Bučar".

## Vanjske poveznice
- Profil na AEK.com
- Profil  Arhivirana inačica izvorne stranice od 25. rujna 2009. (Wayback Machine) na Sportsillustrated.com
- Profil na Eurobasket.com
- Intervju  Arhivirana inačica izvorne stranice od 11. listopada 2008. (Wayback Machine) na zdnews.hr